# 阿什蘭鎮區 (內布拉斯加州桑德斯縣)
阿什蘭鎮區（英語：Ashland Township）是位於美國內布拉斯加州桑德斯縣的一個行政鎮區。

## 地方資料
阿什蘭鎮區的面積為37.86平方千米，當中陸地面積為37.48平方千米，而水域面積為0.38平方千米。根據2020年美國人口普查的數據，當地共有人口3180人，而人口密度為每平方千米83.99人。